# Гарбанья
Гарбанья (итал. Garbagna) — коммуна в Италии, располагается в регионе Пьемонт, в провинции Алессандрия.
Население составляет 721 человек (2008 г.), плотность населения составляет 35 чел./км². Занимает площадь 21 км². Почтовый индекс — 15050. Телефонный код — 0131.
Покровителем коммуны почитается святой Иоанн Предтеча, празднование 24 июня. 
В двух километрах от города находится храм Пресвятой Богородицы (Madonna del Lago), по преданию явившейся там в 1341 году немой пастушке. Праздник 27 августа.

## Демография
Динамика населения:

## Администрация коммуны
- Официальный сайт: http://www.comune.garbagna.al.it/